# Jan Antonín Pacák
Jan Antonín „Jeňýk“ Pacák (26. dubna 1941 Praha – 23. března 2007 Měchenice) byl český malíř, kreslíř, grafik, ilustrátor a hudebník.

## Životopis
Byl synem architekta, filmového výtvarníka, scénografa a pedagoga na pražské FAMU Jana Pacáka (např. Pyšná princezna, Anděl na horách).

### Výtvarník
Po vyučení keramikem ve Staré Roli navštěvoval rok Výtvarnou školu Václava Hollara a v letech 1959–1965 studoval na Akademii výtvarných umění v Praze – obor nástěnná a monumentální tvorba, u profesorů V. Sychry a A. Paderlíka. Od roku 1964 spolupracoval s televizními a filmovými studii (titulky, scénické návrhy), výtvarně se podílel na sedmi animovaných filmech, vytvořil několik audiovizuálních pořadů. Od roku 1965 rovněž pracoval jako grafik a ilustrátor ve svobodném povolání, zabýval se časopiseckou a knižní ilustrací (Hudební rozhledy, Čs. Architekt, Mladý svět, ilustrace k téměř 70 knihám); v letech 1988–1994 byl výtvarným redaktorem v nakladatelství a vydavatelství Mladá fronta (dětský časopis Sluníčko) a zároveň ilustrátorem časopisu Světová literatura (1979–1990). V letech 1976–1978 učil výtvarnou výchovu na SZŠ, 1996–1999 vedl ateliér propagační grafiky na Soukromé střední výtvarné škole v Písku (nástěnná výzdoba na fasádě budovy školy), jako pedagog působil i na stavební fakultě ČVUT v Praze. Věnoval se i loutkářské tvorbě, návrhům divadelních i filmových plakátů a programů, obalům na hudební a zvukové nosiče, divadelním výpravám a kostýmům, návrhům pro hudební festivaly, výtvarné publicistice (texty a editace textů pro katalogy, recenze v denním i odborném tisku).
Kreslil nejčastěji barevným pastelem, tuší nebo v kombinovaných technikách, které často doplňovaly koláže. Ve volné grafice pracoval téměř výhradně technikou dřevořezu. V roce 1992 se přihlásil na I. Mezinárodní sympozium malby kobaltem pod glazuru do továrny Český porcelán v Dubí u Teplic, od té doby se malbě na porcelán věnoval a jako jeden z mála využíval pro své práce tradiční cibulový vzor a časem i porcelánové střepy, víčka od konvic, porcelánové elektroizolátory a celé porcelánové kusy. Maloval i na složené kachle, velké talíře a vázy.
Pacákův výtvarný styl nesl jeho výrazný rukopis blízký lidovému umění a zlidovělým odnožím velkých uměleckých slohů. V 70. letech pracoval unikátní kombinovanou technikou, vytlačováním v kovových plátech a následným kolorováním a zdobením, Pacákovy legendární „plechy“ jsou blízké kramářským písním a lidovým terčům (Čert a Káča, Prodaná nevěsta, Mozart...).
Uspořádal kolem stovky samostatných výstav a zúčastnil se mnoha výstav společných.
V roce 1975 byl oceněn zlatou medailí na XVI. International de Dibuix Joan Miró v Barceloně. Byl členem Sdružení českých umělců grafiků Hollar a tvůrčí skupiny Tolerance[zdroj?] a Syntéza.
Svými pracemi je zastoupen v Národní galerii v Praze, Galerii hlavního města Prahy, sbírce Ministerstva kultury ČR a v dalších veřejných a soukromých sbírkách doma i v zahraničí (zejména Japonsku a USA).

### Hudebník
Kromě výtvarného oboru se věnoval též hudbě, byl multiinstrumentalistou. Hrál na dechové i strunné nástroje, flétny (zobcové i příčné), hoboj (vč. Laoského[zdroj?]), foukací harmoniku, kazoo, kontrabas, banjo, loutnu, baskytaru, valchu, autoharfu (citeru), a bicí a perkuse. V letech 1965–1971 působil jako bubeník rockové skupiny Olympic, kde nahradil Františka Ringo Čecha a se kterou nazpíval i několik písní („Strejček Jonatán“, „Anděl a já“, „Bon soir mademoiselle Paris“), hrál také dixieland, jazz, často hrál jako studiový hudebník pro nahrávky skupiny Spirituál kvintet (byl i častým hostem jejich koncertů), léta příležitostně vystupoval s amatérským hudebním sdružením českých umělců-grafiků Grafičanka. O jazzu a beatu připravoval i pořady pro Československý rozhlas. Společně se Zdeňkem Rytířem založili skupinu Blue Five a hrál v kapele doprovázející vystoupení Ivana Mládka (Čundrcountryshow). Podílel se též na vzniku Banjo Bandu, nazpíval zde např. „Upírovu píseň“.

### Úmrtí
Zemřel 23. března 2007 ve věku 65 let na leukemii.

## Uctění památky

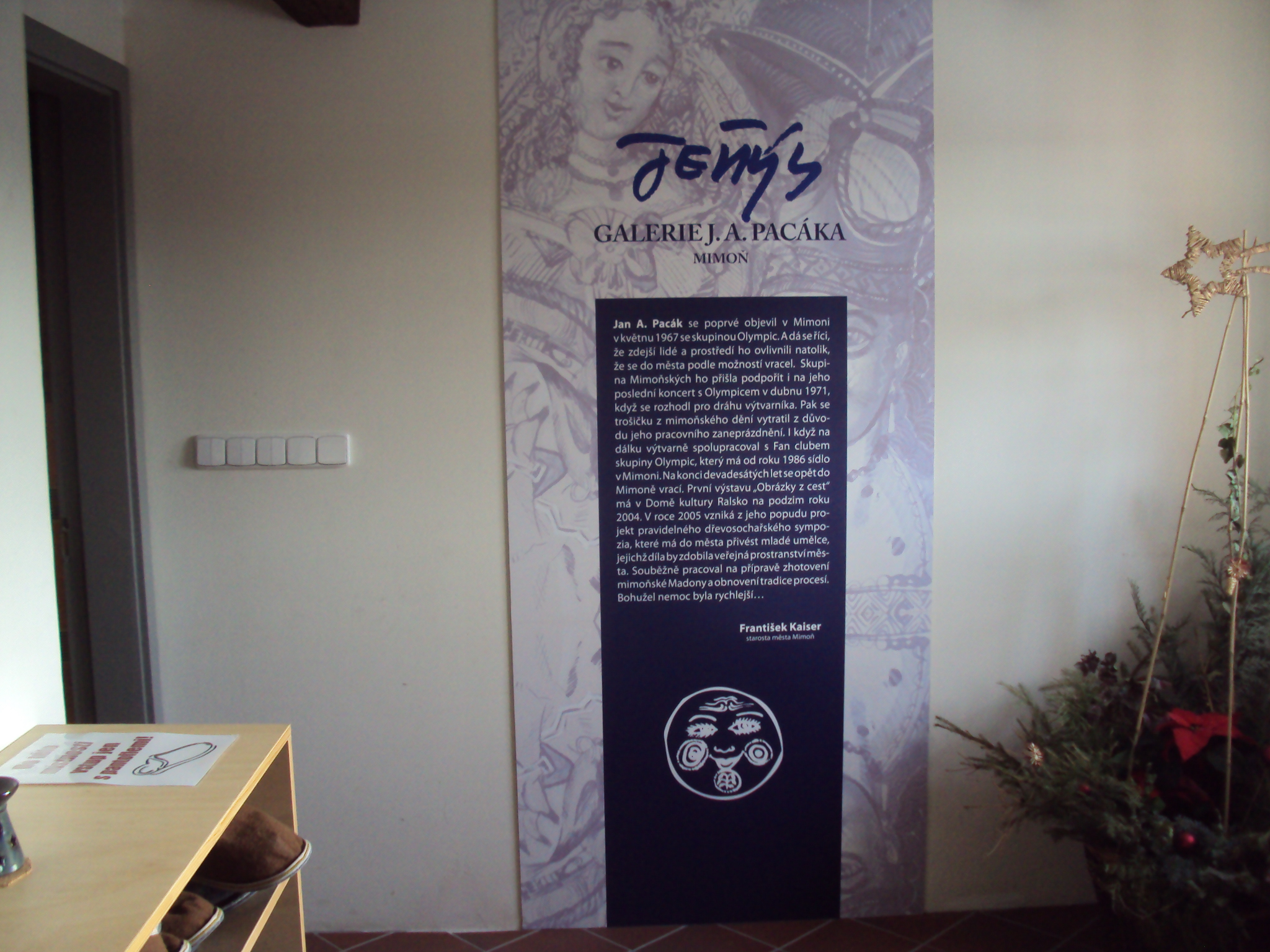
Z galerie Jana Pacáka v Mimoni

Od listopadu 2011 má v mimoňském městském muzeu svou galerii, která byla pokřtěna jeho jménem za přítomnosti jeho ženy Jany, dcer Veroniky a Terezie a vnoučat Kristýny s Lukášem. Krátce zde byla i výstava dalších prací a osobních předmětů, které se pojily s osobou umělce.